# Michael O'Shea
Pour les articles homonymes, voir Michael O'Shea (homonymie).
Michael O'Shea est un acteur américain né le 17 mars 1906, à Hartford, dans le Connecticut; et décédé le 4 décembre 1973 à Dallas au Texas.

## Biographie
D'une famille irlandaise, ses cinq frères sont tous devenus policiers, ils ont encouragé leur frère à défier la tradition et à devenir acteur. Né en 1906, il a arrêté l'école à l'âge de 12 ans. Il s'essaye alors à tous les métiers. Pendant les années de prohibition, il devient un comédien et un maître de cérémonie dans des bars clandestins. Il a monté sa propre troupe de danse, « Michael O'Shea and His Stationary Gypsies». Il a rencontré l'actrice Virginia Mayo sur le tournage de La Vie aventureuse de Jack London (Jack London) en 1943 et l'a épousée quatre ans après.  Dans les années 1960, il est parvenu à accomplir partiellement le rêve de son père en incarnant un policier clandestin pour la CIA. Il arrêtera sa carrière après ce rôle. Il est mort soudainement d'une crise cardiaque le 4 décembre 1973 à Dallas au Texas.

## Filmographie partielle
- 1943 : L'Étrangleur (Lady of burlesque), de William A. Wellman
- 1943 : La Vie aventureuse de Jack London (Jack London), d'Alfred Santell
- 1944 : Quand l'amour manœuvre (Something for the Boys) de Lewis Seiler
- 1944 : The Eve of St. Mark de John M. Stahl
- 1947 : Violence de Jack Bernhard
- 1947 : J'accuse cette femme (Mr. District Attorney) de Robert B. Sinclair
- 1947 : Le Dernier des peaux-rouges (Last of the Redmen) de George Sherman
- 1948 : Parole, Inc. d'Alfred Zeisler
- 1950 : Corruption (The Underworld Story) de Cy Endfield
- 1951 : Baïonnette au canon (Fixed Bayonets!, de Samuel Fuller
- 1952 : Gosses des bas-fonds (Bloodhounds of Broadway) d'Harmon Jones
- 1954 : Une femme qui s'affiche (It Should Happen to You), de George Cukor